# Zaklad Spillings
Zaklad Spillings (švedsko Spillingsskatten) je največji vikinški srebrni zaklad na svetu, ki so ga v petek, 16. julija 1999, našli na polju pri kmetiji Spilling severozahodno od Slite na severnem Gotlandu na Švedskem. Srebrni zaklad je bil sestavljen iz dveh delov s skupno težo 67 kg pred konservacijo in je med drugim vseboval 14.295 kovancev, od katerih je bila večina islamskih iz drugih držav. Najdena je bila tudi tretja najdba, ki je vsebovala več kot 20 kg odpadne bronaste kovine. Trije zakladi so bili skriti pod tlemi vikinškega zunanjega poslopja nekje v 9. stoletju.

## Odkritje
V petek, 16. julija 1999, je bila ekipa novinarjev švedske televizije TV4 v sokken Othem na Gotlandu, da bi posnela kulturno reportažo o tednu Almedalen. Odločili so se za prispevek o problemu plenjenja arheoloških najdišč, arheolog Jonas Ström pa je bil njihov vodnik, Kenneth Jonsson, profesor numizmatike, ki je bil takrat slučajno na otoku. Kmetija Spillings je bila izbrana za snemanje, ker je tam prej posestnik Björn Engström našel približno 150 srebrnikov in bronastih predmetov.
Po končanem snemanju sta se Ström in Jonsson odločila, da nadaljujeta z ogledom terena. Dvajset minut po odhodu televizijske ekipe sta zaslišala močan signal detektorja kovin, ki ju je pripeljal do manjšega od dveh srebrnih zakladov. Nekaj ur kasneje in le 3 metre od prve najdbe so prejeli še en signal detektorja:
"Zaslon je utripal 'preobremenitev' in se nato sam izklopil."— Jonas Ström
Najdišče so naglo zavarovali, poslali so rezervno ekipo iz muzeja, takoj so zaprosili za dovoljenje za arheološko izkopavanje pri okrožnem upravnem odboru in postavili stražarje. Vendar se je Gotlandski muzej odločil, da najdbo ne bi ohranil v tajnosti, ampak jo je takoj objavil. V prvem vikendu je najdišče obiskalo več kot 2000 ljudi.
Nekaj dni pozneje je detektor kovin odkril tretji kovinski zaklad približno 1,5 metra od prve najdbe. Arheologi so se osredotočili na odkrivanje prvih dveh najdb, preden so začeli s tretjo. Zaradi velikosti zakladov in krhkosti predmetov so bile spodnje plasti odlagališč zaprte v mavec. Šele ko so poskušali najdbe dvigniti iz zemlje, so arheologi ugotovili, kako težka sta zaklada. Manjši je tehtal 27 kg, večji pa 40 kg. Poskus rentgenskega slikanja najdb v lokalni bolnišnici ni uspel, ker so vsebovale toliko srebra, da so rentgenske plošče ostale prazne.
Večja najdba je bila nedotaknjena, manjša pa je bila poškodovana s plugom. Prejšnji lastnik zemljišča, ki je obiskal izkopavanja, je pripomnil, da je pred nekaj leti okoli najdišča našel kovinske žice, vendar jih je, misleč, da so le jeklene, vrgel stran. Zato so sklenili, da je bil zaklad prvotno še večji.
Ko sta bila prva dva zaklada odstranjena, je bilo skoraj leto dni po prvem odkritju izkopano tretje. Vsebovalo je več kot 20 kg bronaste odpadne kovine, večina katere je bila delno stopljena v kolač. Ta najdba je veljala za še bolj dragoceno, saj zelo malo najdb vsebuje tako velike količine brona, namenjenega taljenju.

## Nadaljnja izkopavanja
Dodatna izkopavanja so bila izvedena poleti 2000 in v letih 2003–2006. Najdeni so bili ostanki lesa, železnih zakovic in okovja ter mehanizem zaklepanja, kar je privedlo do zaključka, da so bili zakladi shranjeni v skrinjah.
Obsežen pregled in izkopavanje sta razkrila temelje stavbe in pokazala, da so bili zakladi postavljeni pod talne deske nečesa, kar je verjetno bilo skladišče, lopa ali skladišče in ne bivališče, saj ni imelo ognjišča. Datiranje z ogljikom je pokazalo, da je bila stavba v uporabi med letoma 540 in 1040. Temelji in preostale luknje za drogove kažejo na pravilno zgradbo iz vikinške dobe, veliko približno 10 x 15 m s poševno streho, prekrito s šašem, podobno kot druge podobne najdbe na Gotlandu. Zgrajena je bila na starejših temeljih iz železne dobe.

## Najdba
Srebrni predmeti so bili približno kvadratne oblike z zaobljenimi vogali, velikosti približno 40 cm do 45 cm × 50 cm, kar kaže na to, da so bili v vrečah iz blaga, usnja ali krzna, v škatlah ali lesenih skrinjah. V bronastem zakladu so našli precejšnje kose lesa in železa, kot so okovje, železnina, žeblji in ključavnica, kar kaže, da je bila bronasta zaloga shranjena v trdni skrinji. Datiranje skrinje z ogljikom jo je datiralo v približno leto 675, zaradi česar je starejša od predmetov, shranjenih v njej.
Čeprav srebrni zakladi in zakladi na Gotlandu niso nenavadni, je bila to izjemno velika najdba. Ena od razlag je lokacija v bližini nekaterih najboljših in najpomembnejših pristanišč na otoku v vikinški dobi. Srebro v zakladih bi bilo dovolj za plačilo davka švedskemu kralju za celoten Gotland pet let.
Nadaljnje raziskave in izkopavanja polj okoli najdišča so pokazala, da je bilo najdišče neprekinjeno naseljeno več kot 1000 let, vse do 19. stoletja. Odkritih je bilo še več kot 700 predmetov, kot so predmeti iz brona in bakra, žgana glina, ščipalke za perilo, kos stekla, kosi ploščic, verige, igle, steklene kroglice, žlindra, železni žeblji, polirani poldragi kamni in opeka.
Zaklad Spillings je največji vikinški srebrni zaklad na svetu. Za zaklad je bila lastniku zemljišča plačana provizija v višini 2.091.672 SEK (približno 242.400 USD), čeprav je njegova dejanska vrednost veliko višja. Po besedah direktorja Švedskega odbora za nacionalno dediščino Svena Götheja je bil to največji znesek denarja, ki je bil kdaj plačan za najdbo na Švedskem. Zaklad naj bi bil datiran v čas po letih 870–71. Zaklad je stalno razstavljen v Gotlandskem muzeju.
Do leta 2015 je bilo na Gotlandu najdenih več kot 1000 kilogramov srebra iz več kot 700 zakladov, odloženih med 9. in 12. stoletjem. To vključuje 168.000 srebrnikov iz arabskega sveta, Severne Afrike in Srednje Azije.

## Srebrni zakladi
Zakladi so vsebovali srebrne predmete, od kovancev, palic, niti in srebra, ki so se uporabljali kot surovina, do nakita, kot so prstni obročki, zapestnice in obeski. Velik del materiala je bil zvit v snope, da bi ustrezal sistemu merjenja teže iz vikinške dobe, v katerem je 200 gramov pomenilo eno oznako.
Skoraj 60 % najdbe je sestavljalo 486 zapestnic ali njihovih delov, kar jo uvršča med največje najdbe takšnega srebrnega nakita doslej do leta 2015. Večina zapestnic je tehtala približno 100 gramov po sistemu merjenja teže in je bila tradicionalnega gotlandskega oblikovanja, številne pa imajo zelo podrobno ornamentiko. Najdene so bile tudi zapestnice britanskega in zahodno skandinavskega oblikovanja ter preprosti, neokrašeni prstni obročki finskega in britanskega oblikovanja, znani kot obročni denar.
Od 14.295 najdenih kovancev jih je bilo 14.200 islamskih dirhamov, štirje so bili nordijski (iz Hedebyja), eden bizantinski in 23 perzijskih. Najstarejši, perzijski kovanec, izvira iz leta 539, najmlajši pa iz leta 870. Številni kovanci (kot tudi zapestnice) so imeli oznake, ki so morda nastale pri preverjanju čistosti srebra. Med kovanci je bilo več imitacij in ponaredkov. Nezakonite kopije so bile izdelane iz dobrega srebra, vendar na drugih mestih, kjer so bili kovani originali. V zakladu je bilo skupno identificiranih 69 različnih lokacij kovanja iz 15 današnjih držav.
Med konservatorskimi deli večjega zaklada (št. 2) je postalo očitno, da so bili večji predmeti postavljeni na dno zaklada, manjši, ki so se končali z razrezanimi kovanci, pa so bili raztreseni po vrhu.

### Mojzesov kovanec
Eden najbolj opaznih kovancev v zakladu, datiran v okoli leta 800, izvira iz Hazarskega kraljestva in je označen kot Mojzesov kovanec. Po pisnih virih naj bi bili Hazari judovske vere, vendar je bilo najdenih le malo predmetov, ki bi to trditev podpirali. Na kovancu je napis Mojzes je Božji poslanec namesto običajnega muslimanskega besedila Mohamed je Božji poslanec.

## Najdba brona
Bronasti zaklad, izkopan na enak način kot srebrni zakladi, je bil na kraju samem zaprt in prepeljan v Gotlandski muzej za nadaljnji pregled. Predmeti so bili odstranjeni plast za plastjo od zgoraj navzdol, dokler niso odkrili velikega staljenega kolača s premerom približno 40 cm. Večina bronastih predmetov je bila razbita, razdrobljena ali delno staljena, kar kaže na to, da so bili shranjeni v skrinji iz jadrovja, da bi jih uporabili kot surovino za nove artefakte. Posamezne najdbe so obsegale dele in nekatere celotne ogrlice, zapestnice, prstne obročke, bucike za oblačila in nosilce za rogove za pitje. Bronasti predmeti segajo v obdobje 200–300 let in so večinoma baltskega ali morda ruskega izvora, le nekaj jih je skandinavskega. Čeprav je pri identifikaciji najdišča sodelovalo več znanstvenikov, ni bilo soglasja o tem, zakaj je bil zaklad zbran ali o njegovem datiranju. Dve teoriji pravita, da je šlo bodisi za zalogo livarja, ki je živel na Gotlandu, bodisi za plen vikinškega napada, ki je bil skrit pod tlemi zunanjega poslopja.

## Galerija
- Srebro, stopljeno v palice iz zaklada št. 2
- Srebrna prepletena palica iz zaklada št. 1. Ta tehta približno 2000 gramov, kar je v starem gotlandskem sistemu, kjer se je srebro uporabljalo kot valuta, približno 10 srebrnih mark
- Pogled od blizu na srebrnike iz zaklada št. 2
- Iron fittings from the chest in the bronze cacheŽelezni okov iz skrinje v bronastem zakladu